# Between the Devil and the Deep Blue Sea
«Between the Devil and the Deep Blue Sea» (в переводе — «Между дьяволом и глубоким синим морем») — песня Гарольда Арлена на слова Теда Келера, впервые записанная Кэбом Кэллоуэем в 1931 году. Она вошла в 1931 году в программу шоу «Rhythmania» на сцене клуба «Коттон» и вскоре стала широко распространенным джаз и поп-стандартом.

## Наиболее известные исполнения
Наиболее успешные ранние записи:
- Кэб Кэллоуэй записано 21 октября 1931 года[5] для Brunswick Records (каталожный номер 6209)
- Луи Армстронг исполнил версию с соло на трубе, которая была записана 25 января 1932 года и выпущена Columbia Records, каталожный номер 2600D.[6]
- Сестры Босуэлл с братьями Дорси (записано 21 марта 1932 г., Brunswick Records, № 6291)[7]
- Блоссом Дири в «Give Him the Ooh-La-La» (1958)[8]

Версия песни была включена Джорджем Харрисоном в состав его последнего альбома Brainwashed 2001 года.

## В составе саундтреков в кино
- 1933 Sing, Bing, Sing — Бинг Кросби исполнил сокращённую версию песни в короткометражке Мака Сеннета.
- 1969 Загнанных лошадей пристреливают, не правда ли? — Инструментальная версия звучит во время одной из танцевальных сцен.
- 1984 City Heat — в исполнении Элоизы Лоус[10].

Песня также входила в музыкальное оформление бродвейского шоу «После полуночи» в 2013 году.